# Judo en los Juegos Olímpicos
El judo en los Juegos Olímpicos se realiza desde la edición de Tokio 1964, aunque en la siguiente edición (México 1968) estuvo ausente del programa oficial. Hasta Seúl 1988 solo participaban hombres; es a partir de Barcelona 1992 cuando se disputan también competiciones en las categorías femeninas. Se realizan competiciones en catorce pruebas: siete categorías masculinas (-60 kg, -66 kg, -73 kg, -81 kg, -90 kg, -100 kg y +100 kg) y siete femeninas (-48 kg, -52 kg, -57 kg, -63 kg, -70 kg, -78 kg y +78 kg).
Tras el Campeonato Mundial, es la máxima competición internacional de judo. Es organizado por el Comité Olímpico Internacional (COI), junto con la Federación Internacional de Judo (IJF).

## Ediciones
| Núm. | Año  | Sede                          | Instalación                                        |
| ---- | ---- | ----------------------------- | -------------------------------------------------- |
| I    | 1964 | Tokio ( Japón)                | Nippon Budokan                                     |
| –    | 1968 | Ciudad de México ( México)    | —                                                  |
| II   | 1972 | Múnich ( RFA)                 | Recinto Ferial – Pabellón de Lucha y Judo          |
| III  | 1976 | Montreal ( Canadá)            | Velódromo Olímpico                                 |
| IV   | 1980 | Moscú ( URSS)                 | Palacio de los Deportes                            |
| V    | 1984 | Los Ángeles ( Estados Unidos) | Eagle's Nest Arena                                 |
| VI   | 1988 | Seúl ( Corea del Sur)         | Gimnasio Changchung                                |
| VII  | 1992 | Barcelona ( España)           | Palau Blaugrana                                    |
| VIII | 1996 | Atlanta ( Estados Unidos)     | Centro Mundial de Congresos                        |
| XI   | 2000 | Sídney ( Australia)           | Centro de Conferencias y Exposiciones              |
| X    | 2004 | Atenas ( Grecia)              | Centro Olímpico Ano Liosia                         |
| XI   | 2008 | Pekín ( China)                | Gimnasio de la Universidad de Ciencia y Tecnología |
| XII  | 2012 | Londres ( Reino Unido)        | Centro de Exposiciones ExCeL                       |
| XIII | 2016 | Río de Janeiro ( Brasil)      | Arena Carioca 2                                    |
| XIV  | 2020 | Tokio ( Japón)                | Nippon Budokan                                     |
| XV   | 2024 | París ( Francia)              | Arena Campo de Marte                               |

1. ↑  Deporte no incluido en el programa olímpico de esa edición.

## Medallero histórico
- Actualizado a París 2024.

| Núm. | País                    | Oro | Plata | Bronce | Total |
| ---- | ----------------------- | --- | ----- | ------ | ----- |
| 1    | Japón                   | 51  | 23    | 30     | 104   |
| 2    | Francia                 | 18  | 15    | 34     | 67    |
| 3    | Rusia                   | 12  | 9     | 25     | 46    |
| 4    | Corea del Sur           | 11  | 19    | 21     | 51    |
| 5    | República Popular China | 8   | 3     | 12     | 23    |
| 6    | Cuba                    | 6   | 15    | 16     | 37    |
| 7    | Alemania                | 5   | 11    | 25     | 41    |
| 8    | Georgia                 | 5   | 7     | 3      | 15    |
| 9    | Brasil                  | 5   | 4     | 19     | 28    |
| 10   | Italia                  | 5   | 4     | 9      | 18    |
| 11   | Países Bajos            | 4   | 2     | 18     | 24    |
| 12   | Polonia                 | 3   | 3     | 2      | 8     |
| 13   | Azerbaiyán              | 3   | 2     | 2      | 7     |
| 14   | Eslovenia               | 3   | 1     | 3      | 7     |
| 14   | España                  | 3   | 1     | 3      | 7     |
| 16   | Kosovo                  | 3   | 1     | 1      | 5     |
| 17   | Estados Unidos          | 2   | 4     | 8      | 14    |
| 18   | Austria                 | 2   | 3     | 3      | 8     |
| 19   | Corea del Norte         | 2   | 2     | 4      | 8     |
| 20   | Bélgica                 | 2   | 1     | 11     | 14    |
| 21   | República Checa         | 2   | 0     | 1      | 3     |
| 22   | Mongolia                | 1   | 5     | 6      | 12    |
| 23   | Hungría                 | 1   | 3     | 6      | 10    |
| 24   | Uzbekistán              | 1   | 2     | 7      | 10    |
| 25   | Canadá                  | 1   | 2     | 5      | 8     |
| 26   | Kazajistán              | 1   | 2     | 3      | 6     |
| 26   | Rumania                 | 1   | 2     | 3      | 6     |
| 28   | Suiza                   | 1   | 1     | 2      | 4     |
| 29   | Grecia                  | 1   | 0     | 2      | 3     |
| 30   | Argentina               | 1   | 0     | 1      | 2     |
| 30   | Bielorrusia             | 1   | 0     | 1      | 2     |
| 30   | Turquía                 | 1   | 0     | 1      | 2     |
| 33   | Croacia                 | 1   | 0     | 0      | 1     |
| 34   | Reino Unido             | 0   | 8     | 12     | 20    |
| 35   | Israel                  | 0   | 3     | 6      | 9     |
| 36   | Ucrania                 | 0   | 1     | 3      | 4     |
| 37   | Bulgaria                | 0   | 1     | 2      | 3     |
| 38   | Argelia                 | 0   | 1     | 1      | 2     |
| 38   | Colombia                | 0   | 1     | 1      | 2     |
| 38   | Egipto                  | 0   | 1     | 1      | 2     |
| 41   | China Taipéi            | 0   | 1     | 0      | 1     |
| 41   | Eslovaquia              | 0   | 1     | 0      | 1     |
| 41   | México                  | 0   | 1     | 0      | 1     |
| 44   | Portugal                | 0   | 0     | 4      | 4     |
| 45   | Estonia                 | 0   | 0     | 3      | 3     |
| 45   | Tayikistán              | 0   | 0     | 3      | 3     |
| 47   | Australia               | 0   | 0     | 2      | 2     |
| 47   | Moldavia                | 0   | 0     | 2      | 2     |
| 47   | Yugoslavia              | 0   | 0     | 2      | 2     |
| 50   | Emiratos Árabes Unidos  | 0   | 0     | 1      | 1     |
| 50   | Islandia                | 0   | 0     | 1      | 1     |
| 50   | Kirguistán              | 0   | 0     | 1      | 1     |
| 50   | Letonia                 | 0   | 0     | 1      | 1     |
| 50   | Suecia                  | 0   | 0     | 1      | 1     |
|      | TOTAL                   | 167 | 166   | 334    | 667   |

1. ↑  Incluye las medallas obtenidas por la URSS, el Equipo Unificado y ROC.
2. ↑  Incluye las medallas obtenidas por la RFA y la RDA entre 1949 y 1990.
3. ↑  Incluye las medallas obtenidas por Checoslovaquia.

## Judokas con más medallas
- Actualizado hasta Tokio 2020

### Hombres
| Núm. | Judoka                   | País                | Años      | Oro | Plata | Bronce | Total |
| ---- | ------------------------ | ------------------- | --------- | --- | ----- | ------ | ----- |
| 1    | Teddy Riner              | Francia             | 2008–2024 | 5   | 0     | 2      | 7     |
| 2    | Tadahiro Nomura          | Japón               | 1996–2004 | 3   | 0     | 0      | 3     |
| 3    | Shohei Ono               | Japón               | 2016–2020 | 2   | 1     | 0      | 3     |
| 3    | David Douillet           | Francia             | 1992–2000 | 2   | 0     | 1      | 3     |
| 5    | Willem Ruska             | Países Bajos        | 1972      | 2   | 0     | 0      | 2     |
| 5    | Peter Seisenbacher       | Austria             | 1984–1988 | 2   | 0     | 0      | 2     |
| 5    | Hitoshi Saito            | Japón               | 1984–1988 | 2   | 0     | 0      | 2     |
| 5    | Waldemar Legień          | Polonia             | 1988–1992 | 2   | 0     | 0      | 2     |
| 5    | Masato Uchishiba         | Japón               | 2004–2008 | 2   | 0     | 0      | 2     |
| 10   | Angelo Parisi            | Reino Unido Francia | 1972–1984 | 1   | 2     | 1      | 4     |
| 11   | Lasha Shavdatuashvili    | Georgia             | 2012–2020 | 1   | 1     | 1      | 3     |
| 11   | Ezio Gamba               | Italia              | 1980–1984 | 1   | 1     | 0      | 2     |
| 11   | Frank Wieneke            | RFA                 | 1984–1988 | 1   | 1     | 0      | 2     |
| 11   | Kim Jae-Yup              | Corea del Sur       | 1984–1988 | 1   | 1     | 0      | 2     |
| 11   | Toshihiko Koga           | Japón               | 1992–1996 | 1   | 1     | 0      | 2     |
| 11   | Ole Bischof              | Alemania            | 2008–2012 | 1   | 1     | 0      | 2     |
| 11   | Kim Jae-Bum              | Corea del Sur       | 2008–2012 | 1   | 1     | 0      | 2     |
| 11   | Naidanguiin Tüvshinbayar | Mongolia            | 2008–2012 | 1   | 1     | 0      | 2     |

### Mujeres
| Núm. | Judoka           | País            | Años      | Oro | Plata | Bronce | Total |
| ---- | ---------------- | --------------- | --------- | --- | ----- | ------ | ----- |
| 1    | Ryoko Tani       | Japón           | 1992–2008 | 2   | 2     | 1      | 5     |
| 2    | Xian Dongmei     | China           | 2004–2008 | 2   | 0     | 0      | 2     |
| 2    | Ayumi Tanimoto   | Japón           | 2004–2008 | 2   | 0     | 0      | 2     |
| 2    | Masae Ueno       | Japón           | 2004–2008 | 2   | 0     | 0      | 2     |
| 2    | Kayla Harrison   | Estados Unidos  | 2012–2016 | 2   | 0     | 0      | 2     |
| 6    | Idalys Ortiz     | Cuba            | 2008–2020 | 1   | 2     | 1      | 4     |
| 7    | Driulis González | Cuba            | 1992–2004 | 1   | 1     | 2      | 4     |
| 7    | Kye Sun-Hui      | Corea del Norte | 1996–2004 | 1   | 1     | 1      | 3     |
| 9    | An Kum-Ae        | Corea del Norte | 2008–2012 | 1   | 1     | 0      | 2     |
| 9    | Lucie Décosse    | Francia         | 2008–2012 | 1   | 1     | 0      | 2     |
| 9    | Alina Dumitru    | Rumania         | 2008–2012 | 1   | 1     | 0      | 2     |
| 9    | Tina Trstenjak   | Eslovenia       | 2016–2020 | 1   | 1     | 0      | 2     |